# Clostridium estertheticum subsp. estertheticum
Il Clostridium estertheticum subsp. estertheticum  è una sottospecie di batterio appartenente alla famiglia delle Clostridiaceae.